# 51 (utwór TSA)
51 – utwór polskiej heavymetalowej grupy TSA. Pochodzi z ich debiutanckiego, koncertowego albumu pt. Live. Kompozytorami utworu są Andrzej Nowak, oraz Marek Piekarczyk, z kolei autorem tekstu jest wieloletni współpracownik zespołu - Jacek Rzehak. Jest to najbardziej znana piosenka tej formacji. Tytuł utworu nawiązuje do próby przemytu 51 kg narkotyków – kilka lat przed powstaniem utworu, od przedawkowania zmarł przyjaciel Andrzeja Nowaka. Kompozycja znalazła się na wielu kompilacjach zespołu, ponadto jest to utwór najczęściej grany przez grupę na koncertach. Obok „Autobiografii” grupy Perfect jest to jedyny polski utwór, który znalazł się na podium notowania Top Wszech Czasów.